# A legtöbb követővel rendelkező Twitter-fiókok listája
Ez a lista tartalmazza az 50 legtöbb követővel rendelkező fiókot a Twitter közösségimédia-platformon. Barack Obama, Justin Bieber, Katy Perry és Rihanna vezetik a listát, egyenként több mint 100 millió követővel. Az alábbi táblázat felsorolja a legtöbbek által követett 50 fiókot a Twitteren, mindegyiket százezerre kerekítve, valamint az egyes felhasználók szakmáját vagy tevékenységét.

A lista rangsorolás nélkül tartalmazza azokat a fiókokat, amelyeket felfüggesztettek vagy töröltek, miközben elég követőjük volt ahhoz, hogy a top 50-be kerüljenek, mint például Donald Trump és Ariana Grande.

Barack Obama egykori amerikai elnök a Twitter legtöbb követővel rendelkező fiókja, több mint 131 millió követővel.
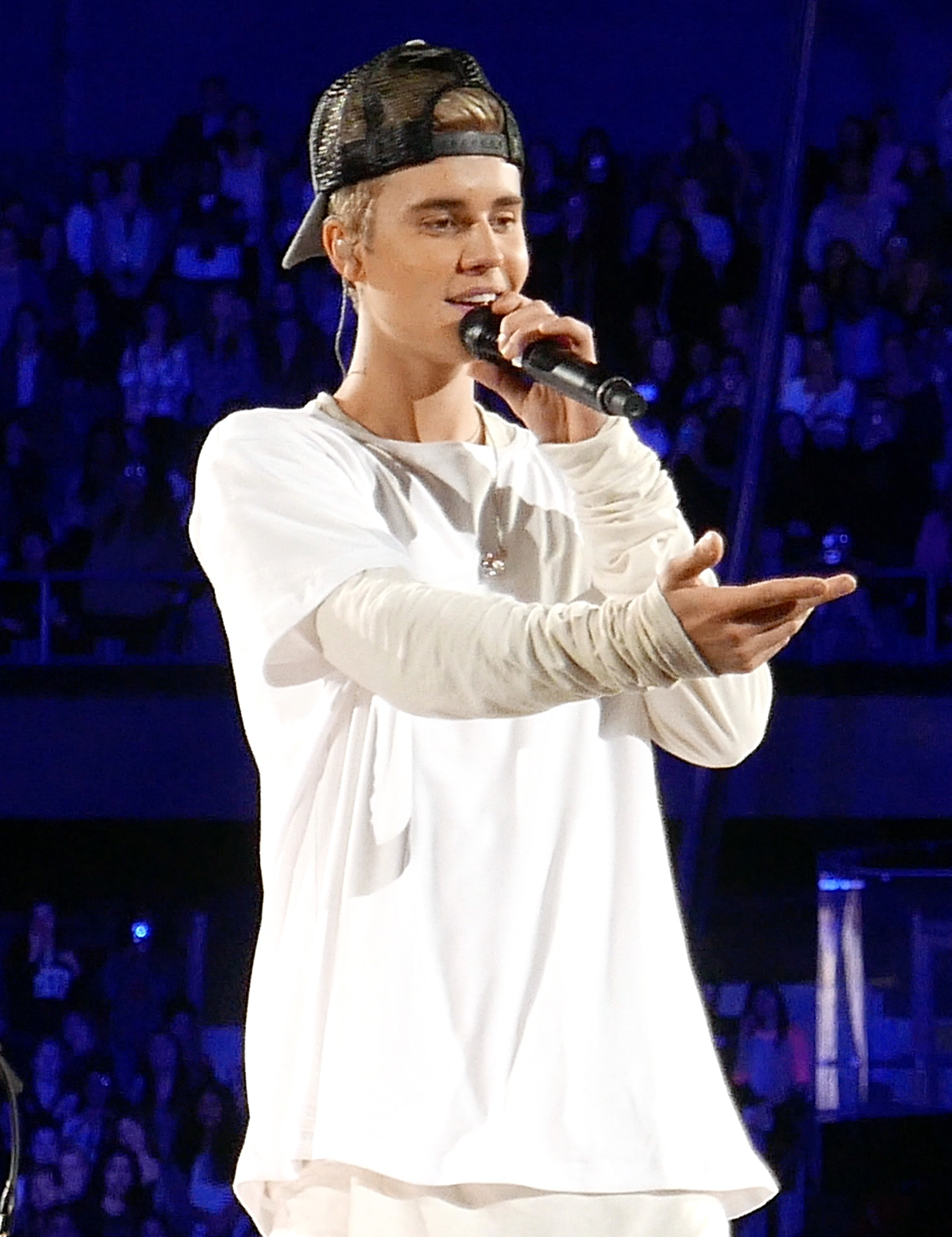
Justin Bieber kanadai énekes a legtöbbet követett zenész a Twitteren, több mint 114 millió követővel.
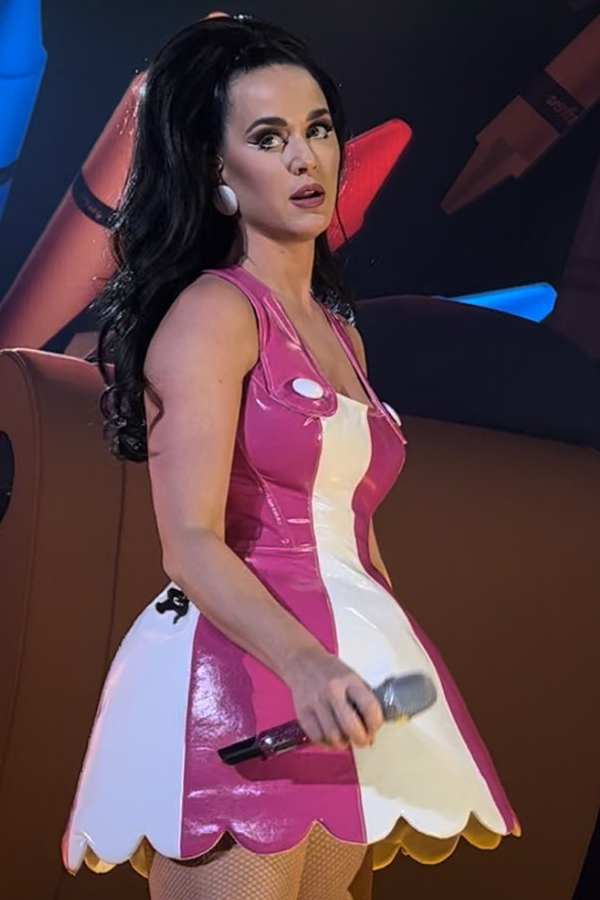
Katy Perry amerikai énekesnő a legtöbbet követett nő a Twitteren, több mint 108 millió követővel.
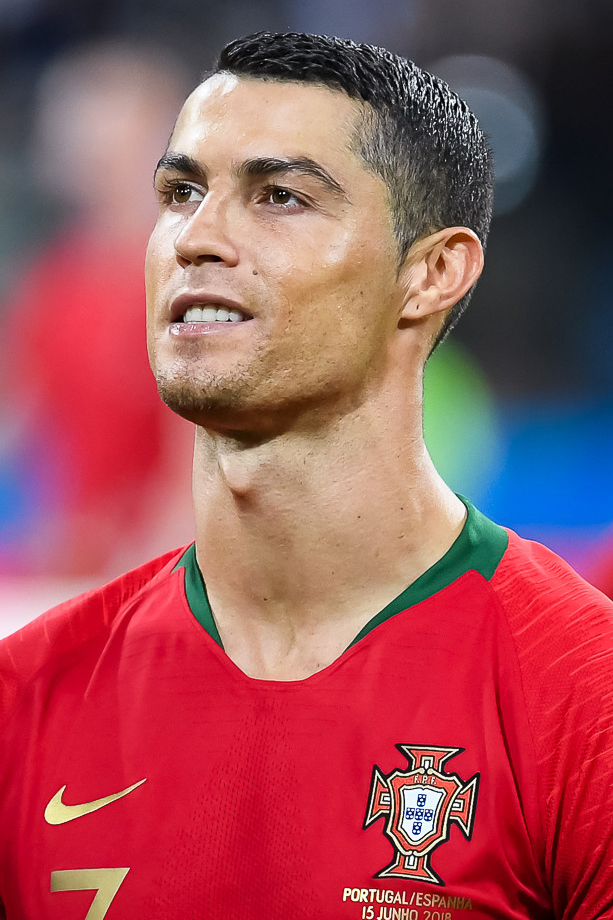
A portugál labdarúgó, Cristiano Ronaldo a legkövetettebb sportember és európai a Twitteren, több mint 98 millió követővel
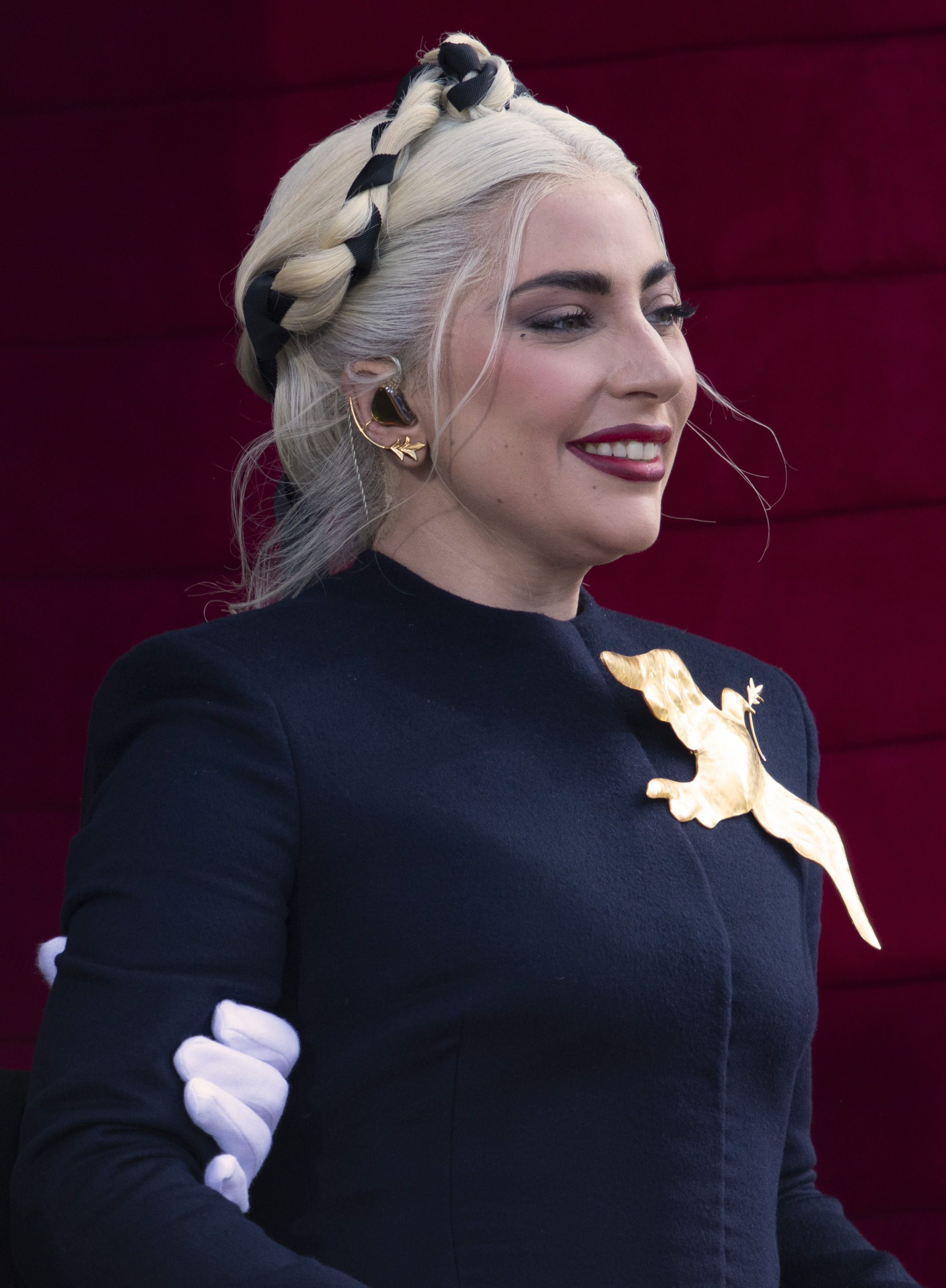
Lady Gaga amerikai énekes és színésznő a Twitter legkövetettebb filmsztárja, több mint 84 millió követővel.
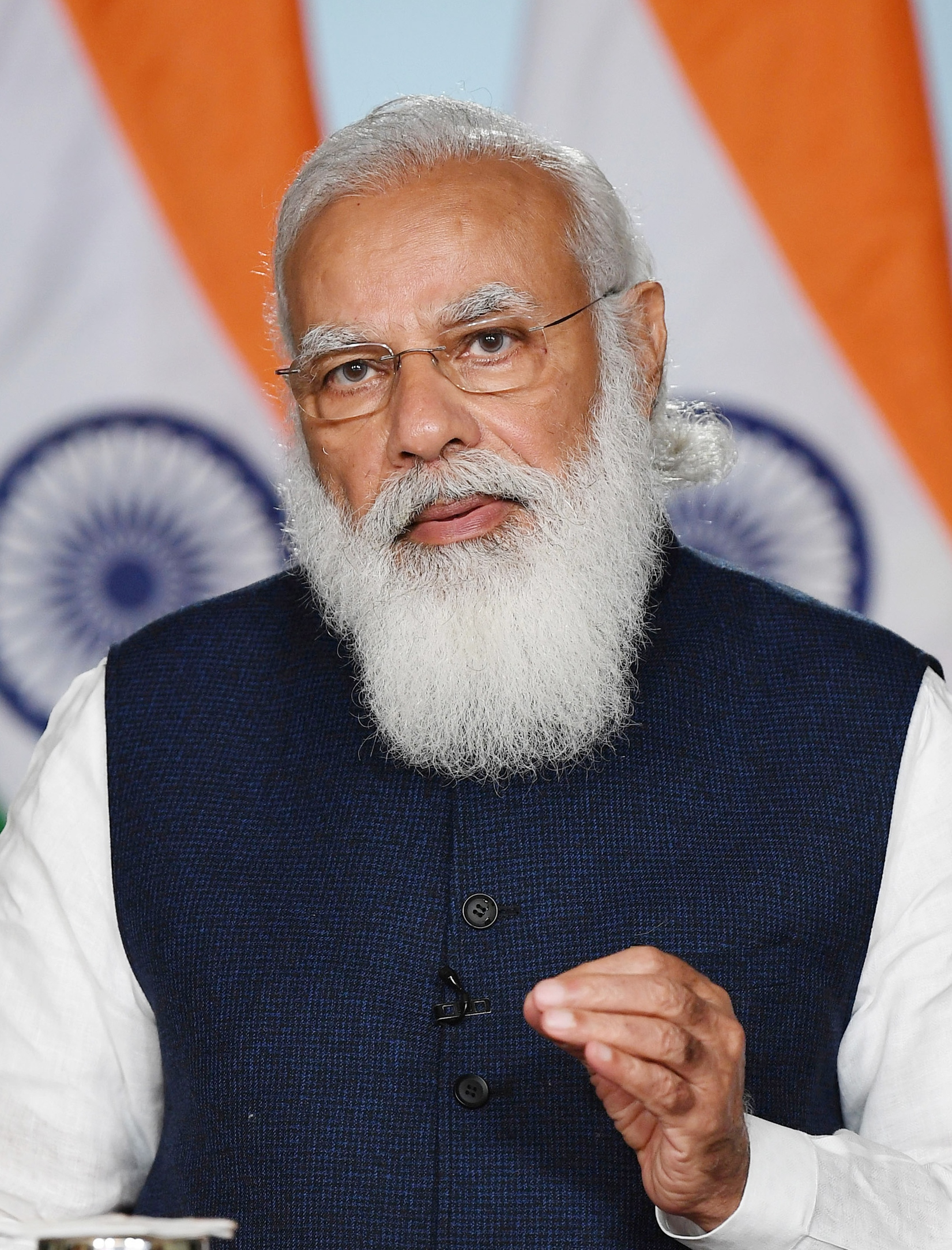
India miniszterelnöke, Narendra Modi a világ legkövetettebb vezetője és ázsiai embere a Twitteren, több mint 77 millió követővel.

| Helyezés                    | Változás  | Fiók neve        | Tulajdonos           | Követők (millióban) | Tevékenység                          | Ország             | Brand |
| --------------------------- | --------- | ---------------- | -------------------- | ------------------- | ------------------------------------ | ------------------ | ----- |
| 1                           | Állandó   | @BarackObama     | Barack Obama         | 131.3               | Amerikai Egyesült Államok 44. elnöke | Egyesült Államok   |       |
| 2                           | Állandó   | @justinbieber    | Justin Bieber        | 114.3               | Zenész                               | Kanada             |       |
| 3                           | Állandó   | @katyperry       | Katy Perry           | 108.8               | Zenész                               | Egyesült Államok   |       |
| 4                           | Állandó   | @rihanna         | Rihanna              | 105.6               | Zenész                               | Barbados           |       |
| 5                           | Állandó   | @cristiano       | Cristiano Ronaldo    | 98.4                | Labdarúgó                            | Portugália         |       |
| 6                           | Állandó   | @taylorswift13   | Taylor Swift         | 90.3                | Zenész                               | Egyesült Államok   |       |
| —                           | Állandó   | @realDonaldTrump | Donald Trump         | 88.8                | Amerikai Egyesült Államok 45. elnöke | Egyesült Államok   |       |
| —                           | Állandó   | @ArianaGrande    | Ariana Grande        | 85.3                | Zenész és színész                    | Egyesült Államok   |       |
| 7                           | Állandó   | @ladygaga        | Lady Gaga            | 84.4                | Zenész és színész                    | Egyesült Államok   |       |
| 8                           | Növekedés | @elonmusk        | Elon Musk            | 78.8                | Mérnök és üzletmágnás                | Egyesült Államok   |       |
| 9                           | Csökkenés | @TheEllenShow    | Ellen DeGeneres      | 77.6                | Komikus és televíziós műsorvezető    | Egyesült Államok   |       |
| 10                          | Csökkenés | @narendramodi    | Narendra Modi        | 77.1                | India miniszterelnöke                | India              |       |
| 11                          | Állandó   | @YouTube         | YouTube              | 74.6                | Online videó platform                | Egyesült Államok   | Igen  |
| 12                          | Állandó   | @KimKardashian   | Kim Kardashian       | 71.7                | Televíziós személyiség               | Egyesült Államok   |       |
| 13                          | Állandó   | @selenagomez     | Selena Gomez         | 65.7                | Zenész és színész                    | Egyesült Államok   |       |
| 14                          | Állandó   | @jtimberlake     | Justin Timberlake    | 63.2                | Zenész és színész                    | Egyesült Államok   |       |
| 15                          | Állandó   | @cnnbrk          | CNN Breaking News    | 62.6                | Hírcsatorna                          | Egyesült Államok   | Igen  |
| 16                          | Állandó   | @Twitter         | Twitter              | 61.0                | Közösségi média platform             | Egyesült Államok   | Igen  |
| 17                          | Állandó   | @BillGates       | Bill Gates           | 57.6                | Üzletember és filantróp              | Egyesült Államok   |       |
| 18                          | Állandó   | @cnn             | CNN                  | 57.2                | Hírcsatorna                          | Egyesült Államok   | Igen  |
| 19                          | Állandó   | @neymarjr        | Neymar               | 56.3                | Labdarúgó                            | Brazília           |       |
| 20                          | Állandó   | @britneyspears   | Britney Spears       | 55.9                | Zenész                               | Egyesült Államok   |       |
| 21                          | Növekedés | @nasa            | NASA                 | 54.6                | Űrügynökség                          | Egyesült Államok   | Igen  |
| 22                          | Csökkenés | @ddlovato        | Demi Lovato          | 54.3                | Zenész és színész                    | Egyesült Államok   |       |
| 23                          | Állandó   | @shakira         | Shakira              | 52.7                | Zenész                               | Kolumbia           |       |
| 24                          | Állandó   | @nytimes         | The New York Times   | 52.3                | Újság                                | Egyesült Államok   | Igen  |
| 25                          | Állandó   | @jimmyfallon     | Jimmy Fallon         | 51.4                | Komikus és televíziós műsorvezető    | Egyesült Államok   |       |
| 26                          | Állandó   | @kingjames       | LeBron James         | 51.0                | Kosárlabda játékos                   | Egyesült Államok   |       |
| 27                          | Állandó   | @bbcbreaking     | BBC Breaking News    | 49.5                | Hírcsatorna                          | Egyesült Királyság | Igen  |
| 28                          | Növekedés | @pmoindia        | PMO India            | 47.5                | India miniszterelnökének hivatala    | India              |       |
| 29                          | Csökkenés | @srbachchan      | Amitabh Bachchan     | 47.2                | Színész                              | India              |       |
| 30                          | Növekedés | @imvkohli        | Virát Kohli          | 47.2                | Krikettjátékos                       | India              |       |
| 31                          | Állandó   | @MileyCyrus      | Miley Cyrus          | 46.5                | Zenész                               | Egyesült Államok   |       |
| 32                          | Állandó   | @JLo             | Jennifer Lopez       | 45.2                | Zenész és színész                    | Egyesült Államok   |       |
| 33                          | Növekedés | @bts_twt         | BTS                  | 44.8                | Zenész                               | Dél-Korea          |       |
| 34                          | Növekedés | @akshaykumar     | Akshay Kumar         | 44.2                | Színész                              | Kanada             |       |
| 35                          | Csökkenés | @beingsalmankhan | Salman Khan          | 43.9                | Színész                              | India              |       |
| 36                          | Állandó   | @oprah           | Oprah Winfrey        | 43.2                | Televíziós személyiség               | Egyesült Államok   |       |
| 37                          | Állandó   | @brunomars       | Bruno Mars           | 43.1                | Zenész                               | Egyesült Államok   |       |
| 38                          | Állandó   | @iamsrk          | Shah Rukh Khan       | 42.3                | Színész                              | India              |       |
| 39                          | Állandó   | @niallofficial   | Niall Horan          | 41.3                | Zenész                               | Írország           |       |
| 40                          | Állandó   | @realmadrid      | Real Madrid CF       | 40.6                | Labdarúgó klub                       | Spanyolország      | Igen  |
| 41                          | Állandó   | @fcbarcelona     | FC Barcelona         | 40.6                | Labdarúgó klub                       | Spanyolország      | Igen  |
| 42                          | Növekedés | @championsleague | UEFA-bajnokok ligája | 39.9                | Labdarúgó torna                      | Európa             | Igen  |
| 43                          | Növekedés | @sportscenter    | SportsCenter         | 39.8                | Sport csatorna                       | Egyesült Államok   | Igen  |
| 44                          | Csökkenés | @KylieJenner     | Kylie Jenner         | 39.7                | Televíziós személyiség               | Egyesült Államok   |       |
| 45                          | Növekedés | @espn            | ESPN                 | 39.6                | Sport csatorna                       | Egyesült Államok   | Igen  |
| 46                          | Csökkenés | @drake           | Drake                | 39.4                | Rapper                               | Kanada             |       |
| 47                          | Állandó   | @bts_bighit      | BTS                  | 38.1                | Zenészek                             | Dél-Korea          |       |
| 48                          | Állandó   | @Harry_Styles    | Harry Styles         | 37.4                | Zenész                               | Egyesült Királyság |       |
| 49                          | Állandó   | @kevinhart4real  | Kevin Hart           | 37.0                | Komikus és színész                   | Egyesült Államok   |       |
| 50                          | Állandó   | @sachin_rt       | Szacsin Tendulkar    | 37.0                | Krikettjátékos                       | India              |       |
| Frissítve: 2022. március 1. |           |                  |                      |                     |                                      |                    |       |